# Broken Hill Airport
Broken Hill Airport är en flygplats i Australien. Den ligger i kommunen Broken Hill Municipality och delstaten New South Wales, i den sydöstra delen av landet, omkring 930 kilometer väster om delstatshuvudstaden Sydney.
Närmaste större samhälle är Broken Hill, nära Broken Hill Airport.
Omgivningarna runt Broken Hill Airport är i huvudsak ett öppet busklandskap. Trakten runt Broken Hill Airport är nära nog obefolkad, med mindre än två invånare per kvadratkilometer. Genomsnittlig årsnederbörd är 290 millimeter. Den regnigaste månaden är februari, med i genomsnitt 73 mm nederbörd, och den torraste är oktober, med 1 mm nederbörd.